# 미시오네스주 (아르헨티나)
미시오네스주(Provincia de Misiones)는 아르헨티나의 주로서, 주도는 포사다스이다. 메소포타미아 지역의 북동쪽 끄트머리에 있다. 북서쪽으로 파라과이, 북쪽ㆍ동쪽ㆍ남쪽에는 브라질으로 둘러싸여있으며, 남서쪽의 코리엔테스주와 이어져 있다. 17개 군을 관할한다.
국경선을 건너지 않고 아르헨티나의 다른 지방으로 가려면 무조건 코리엔테스주를 통과해야 한다.

## 역사
원래 미시오네스 주에는 과라니족의 고유 문화가 유지되고 있었다. 이 땅을 방문한 최초의 유럽인은 1527년 12월에 파라나강을 거슬러 올라가 아피페 폭포를 발견한 세바스티안 카봇트였다. 1541년에 알 바누녜스 카베이사 데 바보가 이구아수 폭포에 도달했다.
17 세기에는 예수회 전도사가 이 곳에 왔다. 전도사단은 이 땅에 일부 예수회 전도소를 마련했다. 몇 년후에는 그들이 건설한 전도소는 30개를 넘었다. 과라니족은 이미 농경 생활에 익숙해져 정착 생활을 하고 있었다.
1814년에 부에노스아이레스 정권의 장관이었던 헤르바시오 포서다스는 미시오네스 주를 아르헨티나령(당시 아르헨티나는 준독립 상태였지만)에 편입시키고 코리엔테스주에 편입되었음을 선언했다. 그러나 아르헨티나는 여러 나라의 권리 주장으로 인해 실효 지배를 하지 못했다.
1838년에는 파라과이가 미시오네스주에 사는 인디헤나의 과라니족은 파라과이의 주요한 구성 민족인 것을 이유로 미시오네스를 지배했다. 1865년에 삼국 동맹 전쟁이 발발하면서, 파라과이군은 다시 미시오네스를 침공했다. 1876년에 아르헨티나와의 평화 협정이 체결되면서, 파라과이는 미시오네스에 대한 영유권 주장을 철회했다.
1876년, 니콜라스 아베자네이다 대통령은 친구인 이탈리아군 귀족으로, 피에트로 카네스트로 장군이 이민 및 식민법을 공표하는 것을 도왔다. 그 법률은 광대한 아르헨티나령의 미개간지의 인구증가를 위해 유럽에서 이민을 받아들이자는 것이었다. 이 법률의 시행에 따라 몇 개의 식민 회사가 설립되었다. 그러한 회사 중의 하나가 Adolf Schwelm's Eldorado Colonizacin y Explotacin de Bosques Ltda. S.A.였다. 엘 도라도는 1919년 9월 29일에 돈 아돌프 J 스치웨룸에 의해서, 파라나 상류의 항구와 함께 설립되었다. 농업 식민지와 농장에서 오렌지와 포도 등 과일 플랜테이션, 마떼 차 등을 경작, 및 그러한 제품 가공을 위한 공장과 건조하는 것이 이 지역의 주요 산업이었다.

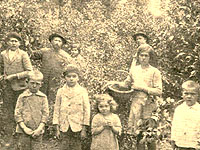
우크라이나계 이민자, 1920

미시오네스 주는 남 브라질에서 온 많은 유럽계 이민자들과 소수의 부에노스아이레스, 및 동유럽, 특히 폴란드인과 우크라이나인 이민자들을 많이 받아들였다.그 이후로, 미시오네스는 경제적 성장을 거듭하여 아르헨티나 내에서도 정치적으로 영향력을 키워왔다. 그리하여 미시오네스는 순조롭게 아르헨티나의 주로 통합되었다. 오늘날에는 주의 영유권에 대해 국제적인 분쟁은 발생하지 않고 있다.
1953년 12월 10일 미시오네스는 주로 승격되었고, 1958년 4월 21일 헌법으로 승인되었다. 오늘의 미시오네스는 프랑스 문화에 매우 강하게 영향을 받고 있다.

## 지리

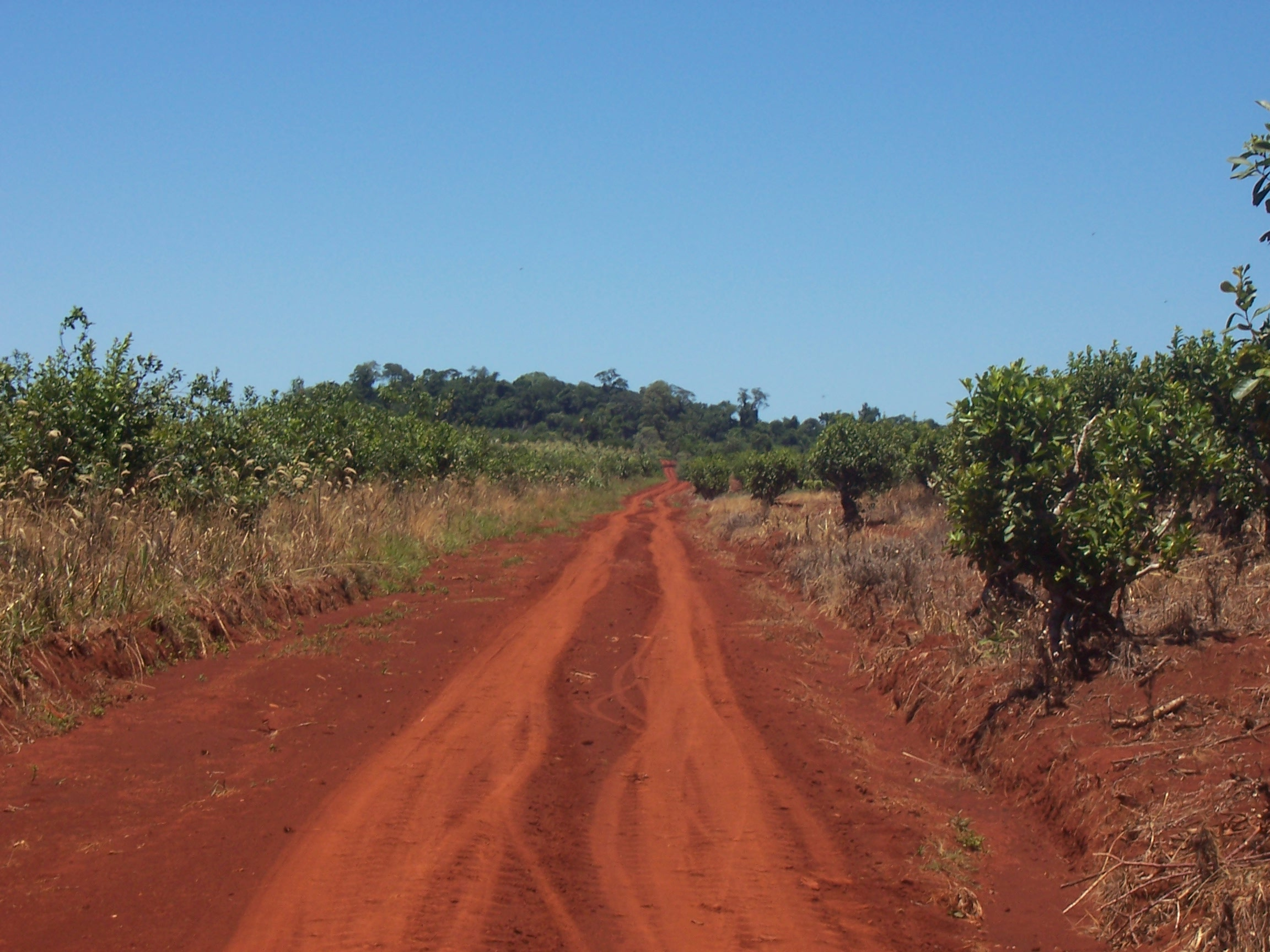
붉은 색을 띠고 있는 흙

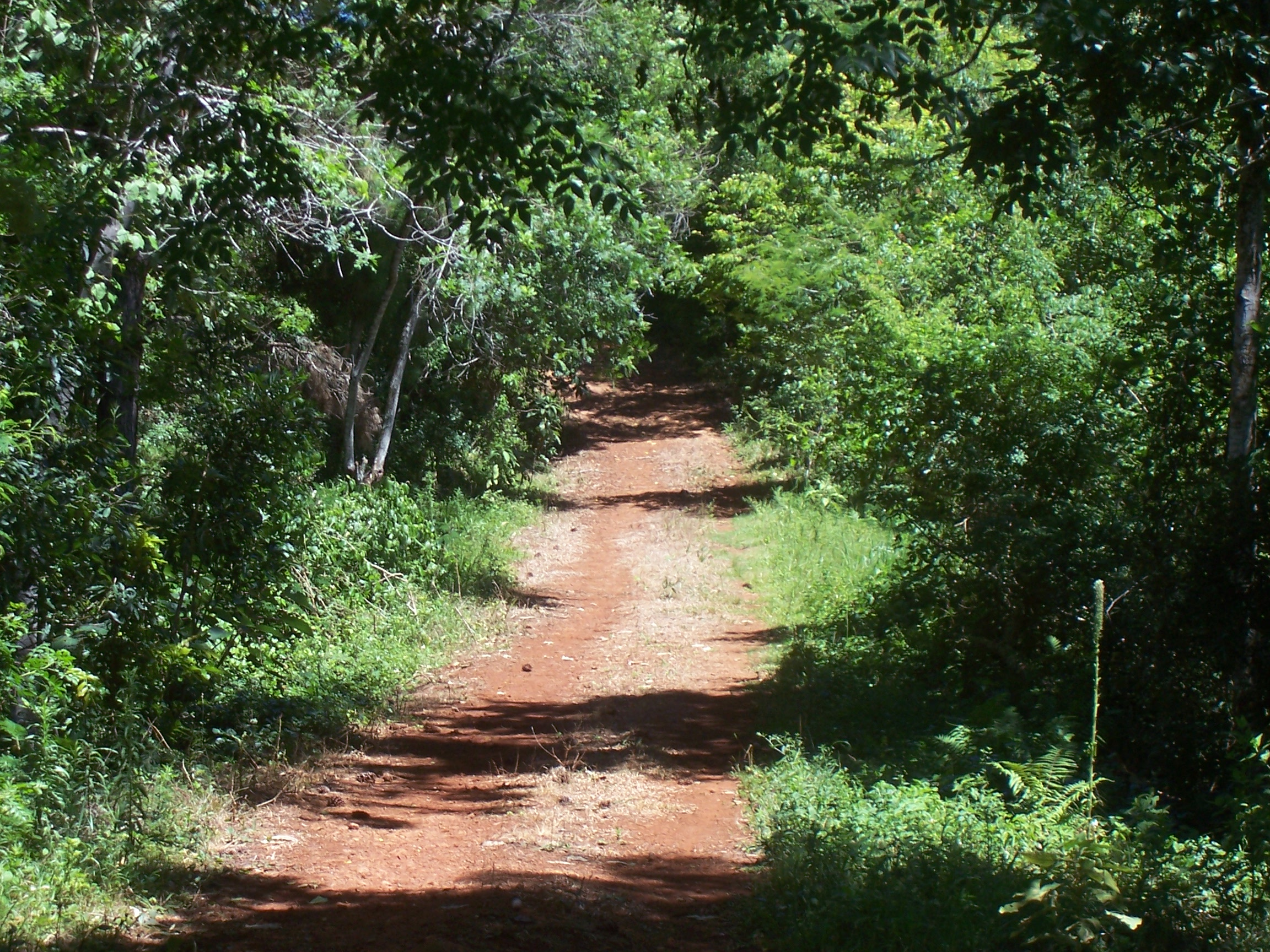
라 셀바 미시오네라는 이 지방의 35%를 차지

미시오네스 주는 아르헨티나의 주 중 투쿠만주에 이어 두 번째로 작은 주이다. 미시오네스 고원은 국경선을 넘어 브라질의 일부를 포함하고 있다. 상당한 양의 철분을 포함한 암석이 토양의 일부를 구성해, 토양이 적색을 띠고 있다. 고원 중앙에서는 미시오네스 산맥이 솟아있고, 최고 지점은 세로 린 콘의 벨날드 이리고젠 부근의 843m이다.
주는 파라나강, 우루과이강, 이구아수강의 세 개의 큰 강 줄기를 가지고 있다. 주 북서부의 푸에르토 이구아수 부근에 위치한 이구아수 폭포는 이구아수 강 최대의 폭포이다. 이 폭포는 브라질의 파라나 주와 폭포를 공유하고 있다. 이곳에서 파라과이와의 국경선도 가깝다.

## 주요 도시
- 포사다스
- 엘도라도
- 산빈센테
- 푸에르토 이구아수

## 기후
아열대의 기후로 건기가 없다. 따라서 미시오네스주는 아르헨티나에서 가장 더운 주 중의 하나이다. 식물은 미시오네스 열대 우림을 이루고 있다. 이곳의 자연은 이구아스 국립공원으로 지정되어 보호되고 있다.

## 인구
미시오네스 주에는 2001년 인구년도를 기준으로 965,522명이 거주하고 있다. 미시오네스 내의 다수는 이민자들의 후손이다. 아르헨티나 다른 지역에서의 이민은 부에노스아이레스를 경유해 온 것과는 달리, 미시오네스에 정착한 이민자들 상당수는 브라질 남부를 경유해서 들어 왔다. 미시오네스에 정착한 민족은 이탈리아인, 독일인, 스페인인, 폴란드인, 우크라이나인, 프랑스인, 스위스인, 러시아인, 덴마크인, 아랍인이 있다.

## 경제
미시오네스 주의 경제는 관광과 벌목에 많은 부분을 의존한다. 주로 이용되고 있는 나무는 파라나송, 구아탐브, 삼나무, 페티리브, 향나무, 등나무, 안치코, 유칼립투스 및 쿠에이크이다. 그 밖에 수입원으로서는 마떼 차, 차와 소량의 담배, 사탕수수, 쌀, 및 커피의 재배이다.
비문맹퇴치율은 8.6%이다.